# 宇宙少女ゼノン
『宇宙少女ゼノン』（Zenon: The Zequel) は、2001年にアメリカで放送されたテレビ映画。日本では2002年9月にスターチャンネルで放送された後、2002年11月9日にWOWOWで『未来少女ゼノン ようこそ宇宙ステーションへ！』というタイトルで放送された。

## あらすじ
前作に引き続き、西暦2051年を舞台に15歳となった主人公のゼノンの活躍を描く。

## キャスト
| キャラクター               | 俳優                           | 日本語吹替 |
| -------------------------- | ------------------------------ | ---------- |
| ゼノン・カー               | キルステン・ストームズ         | 折笠富美子 |
| ネビュラ・ウェイド         | シャディア・シモンズ           | 豊嶋真千子 |
| マージー・ハモンド         | ローレン・モルトビー           | 渡辺久美子 |
| アストリッド・カー         | スーザン・ブラディ             | 高島雅羅   |
| マーク・カー               | ロバート・カーティス＝ブラウン | 内田直哉   |
| プロト・ゾア               | フィリップ・ライズ             | 森川智之   |
| エドワード・プランク司令官 | スチュアート・パンキン         | 銀河万丈   |
| ハモンド将軍               | ジョン・ゲッツ                 | 佐々木勝彦 |
| オライオン                 | トム・ライト                   |            |
| ハート大尉                 | マイケル・サッセンテ           |            |
| ポラリス                   | ルバート・シモンズ             |            |
| コーバス                   | ニッコ・ヴェラ                 |            |
| カーラ                     | ジェニファー・ラッカー         |            |

- その他の声の吹き替え：岸尾大輔、林玉緒、後藤哲夫、園田恵子、上別府仁資

## 日本語版制作スタッフ
- 演出 - 三好慶一郎
- 翻訳 - 九鮎子
- 録音制作 - 東北新社
- 日本語版制作 - Disney Character Voices International, Inc.